# Boloria othello
Boloria othello är en fjärilsart som beskrevs av Cornelsen 1923. Boloria othello ingår i släktet Boloria och familjen praktfjärilar. Inga underarter finns listade i Catalogue of Life.